# Samariola camerounensis
Samariola camerounensis är en stekelart som beskrevs av Hayat 1983. Samariola camerounensis ingår i släktet Samariola och familjen växtlussteklar.
Artens utbredningsområde är:
- Kamerun.
- Uganda.

Inga underarter finns listade i Catalogue of Life.